# Liu Shiwen
Liu Shiwen (en xinès tradicional: 劉詩雯; en xinès simplificat: 刘诗雯; en pinyin: Liú Shīwén; Liaoning, Xina, 12 d'abril de 1994) és una jugadora de tennis de taula xinesa. Va guanyar cinc vegades la Copa del Món en ping-pong, entre 2009 i 2019 i fou campiona mundial el 2019.
El 26 de juliol de 2021 va obtenir amb Xu Xin la medalla d'argent a la categoria de dobles mixtos als Jocs Olímpics d'Estiu de 2020 que se celebraren l'any següent a Tòquio per culpa de la pandèmia de COVID-19.